# پیاز سفید

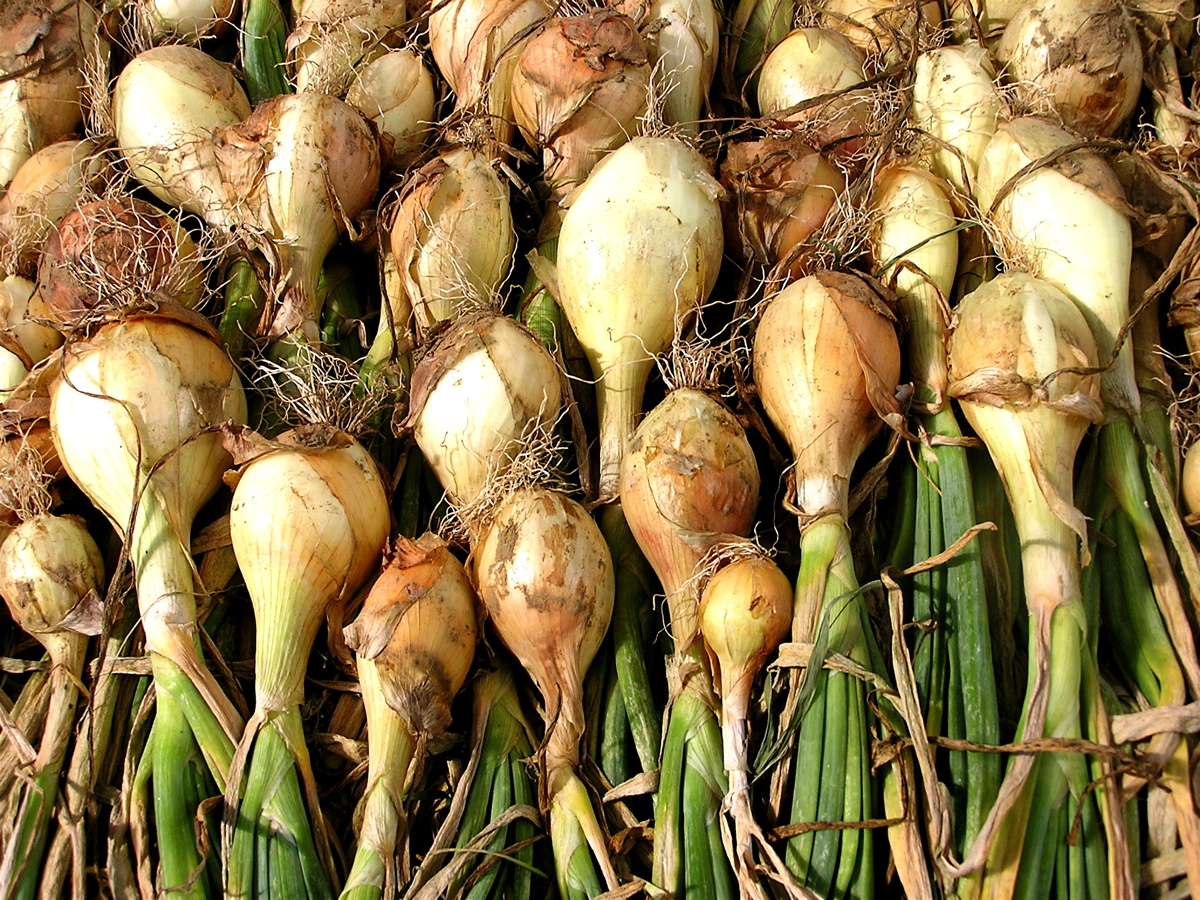

پیاز سفید نوعی از پیاز خشک است که پوستش به‌طور کامل سفید است و گوشت سفید و مزه ملایم شیرین دارد. با توجه به بالا بودن میزان قند این پیاز مثل پیاز قرمز، دورهٔ نگهداری آن‌ها در انبار کوتاه و حداکثر دو روز است و در صورت ماندن در یخچال می‌توان آن را تا یک ماه نگهداری کرد.
این پیاز در غذاهای مکزیکی برای کامل کردن مزهٔ اجزاء دیگر استفاده می‌شود.
این پیاز را می‌توان تفت داد تا به رنگ قهوه‌ای تیره در بیاید و برای فراهم کردن مزهٔ ترش و شیرین به غذاهای دیگر افزود. از پیازهای ریز سفید در سوپ، کسرول و خورش استفاده می‌شود. آن‌ها با نام «پیاز بویلر» هم شناخته می‌شوند و می‌توان آن‌ها را به سالاد هم اضافه کرد.

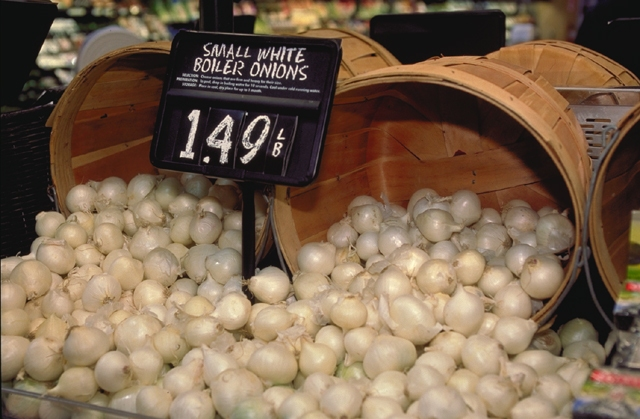
پیاز بویلر